# Fidèle Moungar
Fidèle Moungar (* 1948 in Doba) war unter Präsident Idriss Déby Premierminister des Tschad.
Moungar war Nachfolger des Joseph Yodoyman, der vorübergehend die Regierungsgeschäfte übernommen hatte bis Moungar, von der Partei Action pour l’unité et socialisme (ACTUS) gewählt worden war. Er leitete die Regierungsgeschäfte vom 7. April 1993 bis zu 6. November 1993.
| Personendaten    | Personendaten                                      |
| ---------------- | -------------------------------------------------- |
| NAME             | Moungar, Fidèle                                    |
| KURZBESCHREIBUNG | tschadischer Politiker, Premierminister des Tschad |
| GEBURTSDATUM     | 1948                                               |
| GEBURTSORT       | Doba (Tschad)                                      |